# 비단 비행기
《비단 비행기》는 1987년 6월 7일에 방영되었던 MBC 베스트셀러극장이다.

## 줄거리
산골 마을에 사는 17세의 처녀 판실은 딸만 있는 집안의 맏딸로 아버지가 돌아가시자 삼년 탈상 기간동안 상복을 입고 지낸다.
동네에서는 판실을 효녀라고 부른다.
그 후 이 마을에는 도로공사가 시작된다.
토목기사 찬수는 이 마을 처녀들로부터 선망의 대상이 된다.
어느날 판실은 부상한 찬수를 간호하게 되는데...

## 출연
- 강남길
- 강미
- 강성환
- 김광배
- 김복희
- 김승우
- 김애경
- 김영석
- 나문희
- 박순애
- 박영지
- 박예숙
- 박용팔
- 박용호
- 서갑숙
- 서평석
- 송지영
- 신혜수
- 안희선
- 유창국
- 이원용
- 이정아
- 정호근
- 최민경
- 최재호
- 허기호